# Olamze
Olamze ist eine Gemeinde in Kamerun in der Region Sud und im Département Vallée-du-Ntem. 

## Geografie
Die Gemeinde liegt im Süden des Landes an der Grenze zu Gabun und Äquatorialguinea.

## Verkehr
Olamze ist mit der Nationalstraße N2 zu erreichen.